# 오얀타 우말라
오얀타 모이세스 우말라 타소(Ollanta Moisés Humala Tasso, 문화어: 올랸따 모이쎄스 우말라 따쏘, 1962년 6월 26일 ~ )는 페루의 육군 장교 출신 정치가이다. 우말라는 2006년 페루 대통령 선거에 출마했는데 알란 가르시아 대통령에게 패배하였다. 2011년 페루 대통령 선거에 재출마하여 2011년 4월에 31%의 득표를 얻어 23%에 그친 케이코 후지모리를 누르고, 최종 투표에 진출하였다. 2011년 6월 5일 치러진 대통령 선거 최종투표에서 승리, 페루 대통령에 당선되었다.

## 개요
1962년 6월 26일 원주민계 변호사이자, 〈페루공산당, 붉은 아버지의 땅〉의 당원인 이삭 우말라의 아들로 태어났다. 1982년, 페루군의 초리요스 사관학교(Escuela Militar de Chorrillos)에 입학하여, 군 경력을 시작했다. 페루의 무장 조직‘센데로 루미노소’진압 전투에 참여했다.
2000년 10월 알베르토 후지모리 정권 말기 부라디미로 몬테시노의 체포 및 기타 조건을 요구하면서 반후지모리의 입장에서 동료 병사와 함께 반란을 일으킨다. 처음에는 동조한 동료들이 40명이었다가 7명이 줄었는데, 동생 안타우로 우말라(Antauro Humala)의 요청으로 300명에 가까운 군인이 참가한다. 페루의 신문 ‘라 레푸블리카’(La República)는 반란에 대해 호의적인 기사를 썼다. 수백 명의 군인이 반란 진압을 시도했지만, 우말라는 체포되지 않았다.
11월 22일 후지모리 대통령에게 파면당했지만, 이후 페루 의회의 사면으로 페루 군에 복귀한다. 이후 프랑스 파리와 대한민국 서울에 주재 대사관 무관으로 부임한다. 서울에서 돌아온 직후 2005년 1월 1일, 동생 안타우로 등 150명의 전직 군인들이 지역 경찰서에 침입하여 경찰관을 인질로 잡고, 톨레도 대통령의 사임을 요구하는 행동을 취했으며, 형 오얀타 우말라도 지지 성명을 냈다. 1월 4일, 안타우로 등이 체포되어 사태는 진정되었다. 안타우로는 징역 25년형을 선고 받았다.
2005년 10월, 페루 국민당 결성에 참가했고, 오얀타 우말라는 2006년 페루 대선에 출마할 것을 선언한다. 유엔 사무총장이었던 하비에르 페레스 데 쿠에얄이 창당에 관여했던 '페루연합'(Unión por el Perú)의 지지를 받았지만 데 쿠에얄은 반대했다고 한다. 여론 조사에서도 점차 지지율이 높아졌다. 2006년 1월 3일 베네수엘라의 에보 모랄레스가 볼리비아 대통령 선거에서 승리한 기념 집회에 참석하고, 우고 차베스 대통령 스스로 페루 대통령 선거에서 우말라를 지지한다고 공언했고, 이 사건으로 다음날 페루 외무부가 강력히 항의하는 소동이 벌어졌다. 2006년 4월 9일 제1차 투표에서 30.62%의 표를 얻어 제1위에 올라 24.32%를 얻은 전 대통령인 알란 가르시아를 이긴다. 같은 해 6월 4일 치러진 최종 투표에서는 45.5%의 득표를 하여, 55.5%를 얻어 1위로 당선된 알란 가르시아에 패배했다. 그러나 이 선거를 통해 그가 보여주었던 정치력에 관심을 받게 된다.
2011년 대통령 선거에 재출마를 했다. 우말라의 주요 공약은 정치 부패 청산, 무상교육, 헌법 개정이었다. 4월 10일 제1차 투표에서는 31.714%의 표를 얻어, 1위를 확보했고, 2위인 게이코 후지모리는 23.356%를 득표했다. 전 대통령 알레한드로 톨레도는 15.625%로 4위를, 3위는 페드로 파블로 쿠친스키로 18.529%를 차지했다. 6월 5일에 치러진 결선 투표를 통해 근소한 차이로 당선됐다.

## 역대 선거 결과
| 선거명      | 직책명        | 대수 | 정당        | 1차 득표율 | 1차 득표수  | 2차 득표율 | 2차 득표수  | 결과 | 당락             |
| ----------- | ------------- | ---- | ----------- | ---------- | ----------- | ---------- | ----------- | ---- | ---------------- |
| 2006년 선거 | 페루의 대통령 | 57대 | 페루 국민당 | 30.62%     | 3,758,258표 | 47.38%     | 6,270,080표 | 2위  | 낙선             |
| 2011년 선거 | 페루의 대통령 | 58대 | 페루 국민당 | 31.70%     | 4,643,064표 | 51.45%     | 7,937,704표 | 1위  | 페루 대통령 당선 |
| 2021년 선거 | 페루의 대통령 | 63대 | 페루 국민당 | 1.60%      | 230,831표   |            |             | 13위 | 낙선             |